# Кайова (округ, Оклахома)
Шаблон:StateAbbr_ 34°55′ пн. ш. 98°59′ зх. д. / 34.92° пн. ш. 98.98° зх. д.
Округ  Кайова (англ. Kiowa County) — округ (графство) у штаті  Оклахома, США. Ідентифікатор округу 40075.

## Історія
Округ утворений 1901 року.

## Демографія
За даними перепису 
2000 року 
загальне населення округу становило 10227 осіб, зокрема міського населення було 3745, а сільського — 6482.
Серед мешканців округу чоловіків було 5000, а жінок — 5227. В окрузі було 4208 домогосподарств, 2814 родин, які мешкали в 5304 будинках.
Середній розмір родини становив 2,92.
Віковий розподіл населення поданий у таблиці:
| Стать    | До 15 років | 15-21 | 22-29 | 30-39 | 40-49 | 50-65 | 65-85 | Понад 85 |
| -------- | ----------- | ----- | ----- | ----- | ----- | ----- | ----- | -------- |
| Чоловіки | 1045        | 528   | 380   | 653   | 760   | 836   | 697   | 101      |
| Жінки    | 924         | 469   | 352   | 618   | 705   | 878   | 1024  | 257      |

## Суміжні округи
- Вошіта — північ
- Каддо — схід
- Команчі — південний схід
- Тіллман — південь
- Джексон — південний захід
- Грір — захід

## Виноски
1. ↑  U.S. Decennial Census. United States Census Bureau. Архів оригіналу за 26 квітня 2015. Процитовано 21 лютого 2015.
2. ↑  Historical Census Browser. University of Virginia Library. Архів оригіналу за 12 грудня 2009. Процитовано 21 лютого 2015.
3. ↑  Forstall, Richard L., ред. (27 березня 1995). Population of Counties by Decennial Census: 1900 to 1990. United States Census Bureau. Архів оригіналу за 19 лютого 2015. Процитовано 21 лютого 2015.
4. ↑  Census 2000 PHC-T-4. Ranking Tables for Counties: 1990 and 2000 (PDF). United States Census Bureau. 2 квітня 2001. Архів оригіналу (PDF) за 18 грудня 2014. Процитовано 21 лютого 2015.
5. ↑  State & County QuickFacts. United States Census Bureau. Архів оригіналу за 6 червня 2011. Процитовано 9 листопада 2013.(англ.) Наведено за англійською вікіпедією.
6. ↑  American FactFinder. Бюро перепису населення США. Архів оригіналу за 29 липня 2011. Процитовано 31 січня 2008.

| США | Це незавершена стаття з географії США. Ви можете допомогти проєкту, виправивши або дописавши її. |